# Aéroport de Tivat
L'aéroport de Tivat (code IATA : TIV • code OACI : LYTV) est un aéroport international  desservant la ville de Tivat, au Monténégro.
Il est l'un des deux aéroports internationaux du pays avec l'aéroport de Podgorica et a accueilli 652 652 de passagers en 2022.

## Situation
| Tivat Podgorica Nikšić Špiro Mugoša |

## Compagnies et destinations
| Compagnies                 | Destinations |
| -------------------------- | --- |
| Air Montenegro             | Belgrade-Nikola-Tesla, Istanbul En saison : Banja Luka, Brno-Tuřany, Ljubljana-Jože Pučnik, Prague-Václav-Havel |
| Air Serbia                 | Belgrade-Nikola-Tesla En saison : Morava, Niš Constantin-le-Grand                                               |
| airBaltic                  | En saison : Riga                                                                                                |
| ASL Airlines France        | En saison charter : Saint-Étienne-Loire                                                                         |
| Austrian Airlines          | En saison : Vienne-Schwechat                                                                                    |
| Avion Express              | En saison charter : Vilnius                                                                                     |
| Azerbaijan Airlines        | En saison charter : Bakou-H. Aliyev                                                                             |
| easyJet                    | En saison : Berlin-Brandebourg, Londres-Gatwick, Manchester                                                     |
| easyJet Switzerland        | En saison : Genève-Cointrin                                                                                     |
| Edelweiss Air              | En saison : Zurich                                                                                              |
| European Air Charter       | En saison charter : Sofia-Vrajdebna                                                                             |
| Eurowings                  | En saison : Düsseldorf, Stuttgart                                                                               |
| flydubai                   | En saison : Dubaï                                                                                               |
| Flynas                     | En saison : Riyad-roi Khaled                                                                                    |
| Israir                     | En saison : Tel Aviv - Ben Gourion                                                                              |
| Jet2.com                   | En saison : Londres-Stansted, Manchester                                                                        |
| LOT Polish Airlines        | En saison : Varsovie-Chopin En saison charter : Katowice-Pyrzowice                                              |
| Lufthansa                  | En saison : Francfort , Munich-F. J. Strauß                                                                     |
| Luxair                     | En saison : Luxembourg-Findel                                                                                   |
| Norwegian Air Shuttle      | En saison : Helsinki-Vantaa , Oslo-Gardermoen                                                                   |
| Scandinavian Airlines      | En saison : Copenhague-Kastrup, Oslo-Gardermoen, Stockholm-Arlanda                                              |
| Smartlynx Airlines Estonia | En saison charter : Tallinn                                                                                     |
| Transavia France           | En saison : Paris-Orly                                                                                          |
| TUI fly Belgium            | En saison : Bruxelles-National                                                                                  |
| Turkish Airlines           | En saison : Istanbul                                                                                            |

Édité le 29/03/2025

## Statistiques
Pour des raisons techniques, il est temporairement impossible d'afficher le graphique qui aurait dû être présenté ici.

Voir la requête brute et les sources sur Wikidata.